# جرونیمو مورالس نیومن
جرونیمو مورالس نیومن (انگلیسی: Jerónimo Morales Neumann؛ زادهٔ ۳ ژوئن ۱۹۸۶) بازیکن فوتبال اهل آرژانتین است.
از باشگاه‌هایی که در آن بازی کرده‌است می‌توان به باشگاه فوتبال بارنزلی، باشگاه فوتبال ریور پلاته، باشگاه فوتبال آدلاید یونایتد، باشگاه فوتبال اتلتیکو تیگره، باشگاه فوتبال نیوکاسل یونایتد جتس، باشگاه فوتبال استودیانتس، و باشگاه ورزشی سن لورنسو آلماگرو اشاره کرد.